# Guillaume-Frédéric de Wied
Guillaume Frédéric de Wied (allemand : Wilhelm Friedrich Hermann Otto Karl Fürst von Wied; 27 juin 1872 - 18 juin 1945) est un noble allemand fils aîné de Guillaume-Adolphe de Wied. Il est le frère aîné de Guillaume de Wied.

## Famille
Guillaume Frédéric est né à Neuwied, Royaume de Prusse, le premier enfant de Guillaume-Adolphe de Wied (1845-1907), (fils de Hermann de Wied et Marie de Nassau (1825-1902)) et de son épouse, la princesse Marie des Pays-Bas, (fille du Frédéric d'Orange-Nassau et son épouse Louise de Prusse (1808-1870)). Par le biais de son père, il est descendant de George II de Grande-Bretagne. Ses grands-parents sont Guillaume Ier des pays-bas et Frédéric-Guillaume III de Prusse. Il est le neveu de la Reine Élisabeth de Roumanie.

## Mariage
Guillaume Frédéric épouse le 29 octobre 1898 à Stuttgart, la princesse Pauline de Wurtemberg (1877-1965), fille unique du Guillaume II de Wurtemberg et de sa première épouse, Marie de Waldeck-Pyrmont, fille de Georges-Victor de Waldeck-Pyrmont. Le couple a deux enfants :
- Hermann, Prince Héréditaire de Wied (18 août 1899 – 5 novembre 1941) ; marié en 1930 à la comtesse Marie Antonia de Stolberg-Wernigerode (1909-2003), dont trois enfants ;
- Dietrich de Wied (30 octobre 1901 – 8 juin 1976) ; marié en 1928 à la comtesse Antoinette Julia Grote (1902-1988), dont quatre fils, parmi lesquels Ulrich de Wied (1931-2010), grand-père maternel de Wilhelm de Wurtemberg, né en 1994, prétendant au trône de Wurtemberg depuis 2022[2].

## Le Prince de Wied

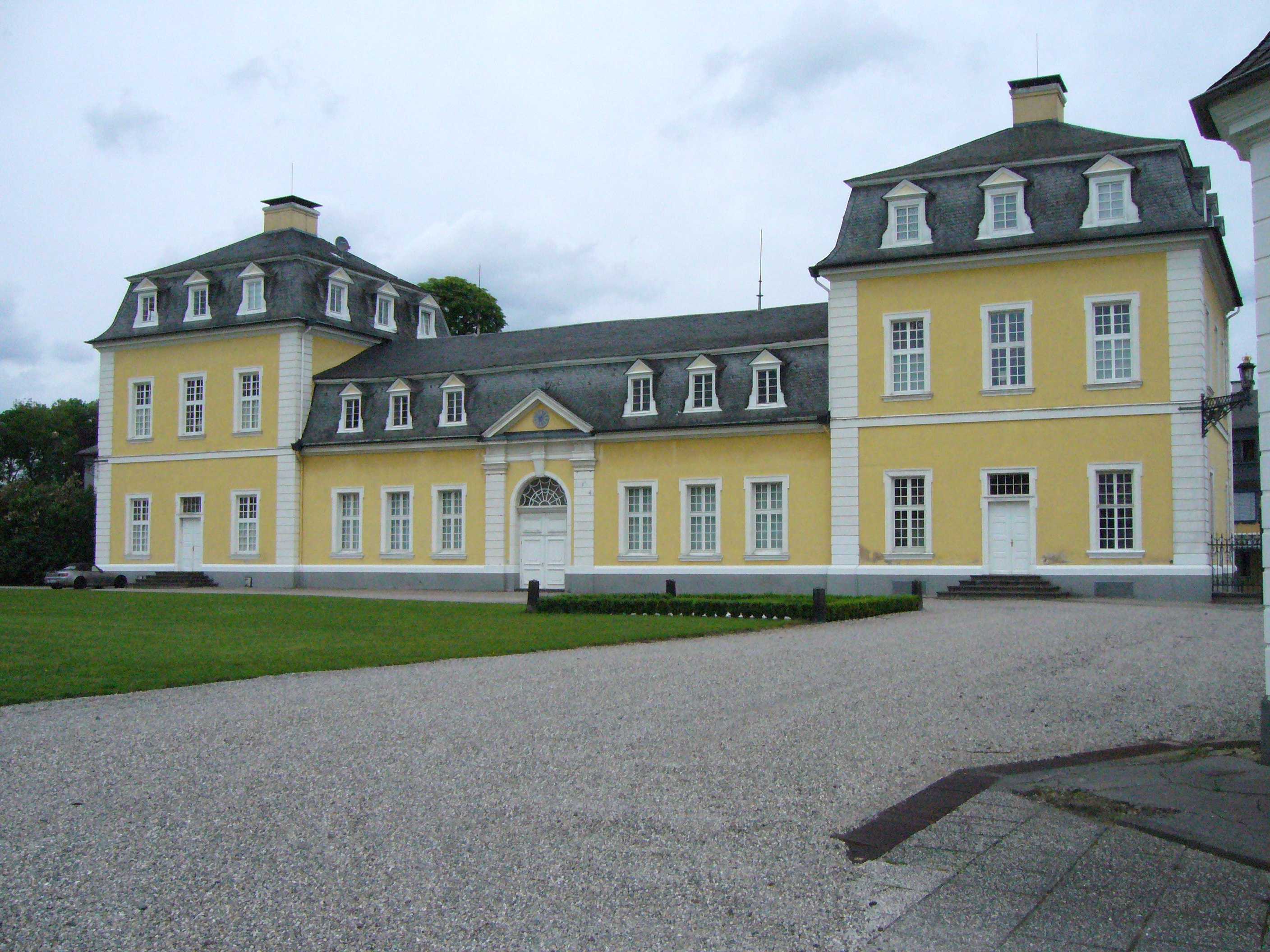
Aile droite du Château de Neuwied

Guillaume Frédéric hérite du titre de Prince de Wied après la mort de son père en 1907. Après la Révolution allemande en 1919, tous les titres de noblesse sont abolis. Il devient le prince titulaire, ou « Fürst », jusqu'à sa mort en 1945. Le titre est ensuite passé à son petit-fils Frédéric-Guillaume (1931-2000), son fils Hermann est mort de blessures reçues au combat pendant la Seconde Guerre mondiale à Rzeszów, Pologne.